# Thōmas Nazlidīs
Thōmas Nazlidīs (in greco Θωμάς Ναζλίδης?; Salonicco, 23 ottobre 1987) è un ex calciatore greco, di ruolo centrocampista.

## Carriera
Ha giocato nella massima serie greca.

## Statistiche

### Presenze e reti nei club
| Stagione         | Squadra          | Campionato       | Campionato | Campionato | Coppe nazionali | Coppe nazionali | Coppe nazionali | Coppe continentali | Coppe continentali | Coppe continentali | Altre coppe | Altre coppe | Altre coppe | Totale | Totale |
| Stagione         | Squadra          | Comp             | Pres       | Reti       | Comp            | Pres            | Reti            | Comp               | Pres               | Reti               | Comp        | Pres        | Reti        | Pres   | Reti   |
| ---------------- | ---------------- | ---------------- | ---------- | ---------- | --------------- | --------------- | --------------- | ------------------ | ------------------ | ------------------ | ----------- | ----------- | ----------- | ------ | ------ |
| 2010-2011        | Kavala           | SL               | 10         | 0          | CG              | 0               | 0               |                    | -                  | -                  |             | -           | -           | 10     | 0      |
| 2011-2012        | Platanias        | FL               | 35         | 10         | CG              | 1               | 0               |                    | -                  | -                  |             | -           | -           | 36     | 10     |
| 2012-2013        | Platanias        | SL               | 22         | 4          | CG              | 5               | 1               |                    | -                  | -                  |             | -           | -           | 27     | 5      |
| 2013-2014        | Platanias        | SL               | 7          | 4          | CG              | 1               | 0               |                    | -                  | -                  |             | -           | -           | 8      | 4      |
| 2014-gen. 2015   | Platanias        | SL               | 13         | 3          | CG              | 2               | 1               |                    | -                  | -                  |             | -           | -           | 15     | 4      |
| Totale Platanias | Totale Platanias | Totale Platanias | 77         | 21         |                 | 9               | 2               |                    | -                  | -                  |             | -           | -           | 86     | 3      |
| gen.-giu. 2015   | GAS Veria        | SL               | 7          | 0          | CG              | 0               | 0               |                    | -                  | -                  |             | -           | -           | 7      | 0      |
| 2015-2016        | GAS Veria        | SL               | 29         | 5          | CG              | 4               | 0               |                    | -                  | -                  |             | -           | -           | 33     | 5      |
| Totale Veria     | Totale Veria     | Totale Veria     | 36         | 5          |                 | 4               | 0               |                    | -                  | -                  |             | -           | -           | 40     | 5      |
| 2016-2017        | Larissa          | SL               | 29         | 9          | CG              | 1               | 0               |                    | -                  | -                  |             | -           | -           | 30     | 9      |
| 2017-2018        | Larissa          | SL               | 28         | 5          | CG              | 8               | 3               |                    | -                  | -                  |             | -           | -           | 36     | 8      |
| Totale Larissa   | Totale Larissa   | Totale Larissa   | 57         | 14         |                 | 9               | 3               |                    | -                  | -                  |             | -           | -           | 66     | 17     |
| 2018-gen. 2019   | Arīs Salonicco   | SL               | 7          | 0          | CG              | 2               | 0               |                    | -                  | -                  |             | -           | -           | 9      | 0      |
| gen.-giu. 2019   | Apollōn Smyrnīs  | SL               | 11         | 0          | CG              | 1               | 0               |                    | -                  | -                  |             | -           | -           | 12     | 0      |
| 2019-gen. 2020   | PAE Chania       | SL2              | 5          | 0          | CG              | 0               | 0               |                    | -                  | -                  |             | -           | -           | 5      | 0      |
| Totale carriera  | Totale carriera  | Totale carriera  | 203        | 40         |                 | 25              | 5               |                    | -                  | -                  |             | -           | -           | 228    | 45     |